# Lista över språk
Detta är en lista över språk, ordnade alfabetiskt. Systematisk lista över språk visar istället språken ordnade efter släktskap i språkfamiljer.
Somliga tungomål finns representerade på mer än ett ställe, då gränsen mellan språk och dialekt/språkvariant kan vara flytande. Exempelvis står såväl nynorska och bokmål som bara norska listade. Likadant är förhållandet med samiska och dess respektive varianter. Den här listan använder en "liberal" tolkning av språkbegreppet så att alla varianter som har egen Wikipedia-artikel platsar här.
Utdöda språk är markerade med kursivstil.
| - A'tong - Abazinska - Abchaziska - Abujmaria - Acehnesiska - Acholi - Adnyamathanha - Adûnaiska - Adygeiska - Afrikaans - Afroamerikansk engelska - Ainu - Aka-Bo - Akha - ǂĀkhoe Haiǁom - Akkadiska - Akkalasamiska - Albanska - Aleutiska - Algonkinska - Algonkin-baskiskt pidginspråk - Altaiska - Amerikanskt teckenspråk - Amhariska - Ami - Anufo - Arabiska - Aragonska - Arameiska - Aranesiska - Arberesjiska - Armeniska - Arrernte - Arumänska - Arvanitiska - Assamesiska - Assyrisk nyarameiska - Assyriska (forntida) - Asturiska - Atlantiska - Avariska - Avestiska - Aymara - Azerbajdzjanska - Awadhi - Badaga - Badinani - Balinesiska - Balkariska - Baluchiska - Bambara - Bandial - Banjaresiska - Bardi - Basjkiriska - Baskiska - Baskisk-isländskt pidginspråk - Batak - Batak Dairi - Batak Toba - Bemba - Bengali - Bhojpuri - Bijago - Bikol - Biloxi - Bishnupriya manipuri - Bislama - Bodo - Bokmål - Bosniska - Brahui - Bretonska - Brittiskt teckenspråk - Buginesiska - Bulgariska - Bunaba - Burushaski - Burjatiska - Burmesiska - C’lela - Čakavisk dialekt - Camtho - Cebuano - Cha'palaa - Chamorro - Chavacano - Chenchu - Chantiska - Chhattisgarhi - Cherokesiska - Chichewa - Cocoliche - Cree - Crow - Cucapa - Dagbani - Dairi Batak - Dalmatiska - Dandamimaria - Danska - Dari - Demotiska - Dhundari - Diouli - Divehi - Djamindjung - Djawi - Dogonspråk - Dogrib - Dongxiang - Duna - Dyaberdyaber - Dyugun - Dzongkha - Egyptiska - Elamitiska - Eldarin - Elsassiska - Embu - Emiliano-romagnolo - Enaresamiska - Engelska - Enxet - Entsiska - Erre - Erzya - Esperanto - Estniska - Etruskiska - Ewe - Extremaduriska - Extremvästlig muria - Eyak - Faliskiska - Fang - Feniciska - Feyli-kurdiska - Feyli-luriska - Fijianska - Fijiansk hindi - Filipino - Finska - Flamländska - Folkspraak - Fon - Forndanska - Fornengelska - Fornfranska - Forngutniska - Fornhebreiska - Fornkymriska - Fornkyrkoslaviska - Fornliguriska - Fornmakedonska - Fornnordiska - Fornpersiska - Fornsvenska - Fornvästnordiska - Fornöstnordiska - Frankiska - Frankoprovensalska - Franska - Frisiska - Friuliska - Fula - Färöiska | - Gadjerawang - Gagauziska - Galiciska - Galliska - Gambera - Gan - Garifuna - Garo - Ge'ez - Gegiska - Georgiska - Gilaki - Giyug - Gond - Gooniyandi - Gorani - Gotiska - Grekiska (nygrekiska) - Grekiska (klassisk grekiska) - Grönländska - Guaraní - Gujarati - Gunwinggu - Guambiano - Gutniska - Haitisk kreol - Hakka - Hariyanvi - Hausa - Hawaiiska - Hebreiska - Hettitiska - Hidatsa - Hindi - Hindko - Hixkaryána - ǂHua - Huarijio - Hui - Hurritiska - Högtyska - Ido - Igbo - Illyriska - Ilokano - Indisk kurux - Indonesiska - Ingermanlandsfinska - Ingriska - Interlingua - Inuktitut - Iñupiaq - Iriska - Isländska - Isländskt teckenspråk - Istriotiska - Italienska - Ithkuil - Jakutiska - Japanska (modern) - Japanska (klassisk) - Jarai - Javanesiska - Jiddisch - Jin - Jola - Judaeo-malayalam - Judaeo-marathi - Kajanasamiska - Kajkavisk dialekt - Kala Lagaw Ya - Kaldeisk nyarameiska - Kalmuckiska - Kamassiska - Kamba - Kammu - Kamu - Kanadensisk gaeliska - Kannada - Kantonesiska - Kap Verde-kreol - Karaimiska - Karakalpakiska - Karamojong - Karelska - Kariska - Karpatorusinska - Kashmiri - Kasjubiska - Katalanska - Kayan Murik - Kazakiska - Kazukuru - Kelhori - Kerek - Khalkha - Khirwar - Khmer (kambodjanska) - Khond - Khowar - Khuzdul - Kikongo - Kikuyu - Kildinsamiska - Kilivila - Kinesiska - Kirgiziska - Kiribatiska - Kirundi - Kitja - Klassisk grekiska - Klassisk japanska - Klingonaase - Klingonska - Kodava takk - Koine - Kolami-naiki - Komi-syrjänska - Komoriska - Konkani - Koptiska - Koreanska - Korniska - Korraga korra - Korsikanska - Kri - Krimgotiska - Krimtatariska - Kroatiska - Kumbriska - Kurdiska - Kurux - Kwini - Kvänska - ǂKxʼauǁʼein - Kymriska (walesiska) - Kyrkslaviska | - Laal - Laberiska - Ladino - Lakota - Lalo - Lampung - Lango - Langue d'oïl - Laotiska - Laragiya - Latin - Latino sine flexione - Lavukaleve - Laziska - Leet - Lekî - Lettiska - Fornliguriska - Liguriska - Likpe - Limbu - Limilngan - Lingala - Lingua Franca Nova - Lisu (språk) - Litauiska - Liviska - Loglan - Lojban - Lomavren - Lombardiska - Lozi - Luba-Kasai - Luganda - Luhya - Lulesamiska - Luo - Luriska - Luviska - Lydiska (forntida språk) - Lydiska (finsk dialekt) - Lykiska - Luxemburgiska - Lågskotska - Lågtyska - Maa - Maay Maay - Madngele - Maduresiska - Magahi - Maharashtri - Maithili - Makedonska - Makassariska - Malabariska - Malagassiska - Malajiska - Malapandaram - Malayalam - Maltesiska - Manchuiska - Manda - Mandarin - Mandeiska - Mandinka - Manna-dora - Mannan - Mansiska - Manx - Maori - Mapudungun - Maranunggu - Marathi - Maria - Maridan - Maridjabin - Marimanindji - Maringarr - Mariska - Marithiel - Mariyedi - Marshallesiska - Marti Ke - Mazenderani - Medelengelska - Medelfranska - Mehri - Meitei - Mentonska - Messapiska - Meänkieli (Tornedalsfinska) - Mien (Yao) - Milanesiska - Min - Min Bei - Minangkabau - Mirandesiska - Miriwung - Miskito - Miwa - Mizo - Mlabri - Mlahsö - Mohawk - Moksja - Moldaviska - Monegaskiska - Mongoliska - Montenegrinska - Mor (austronesiskt språk) - Mor (papuanskt språk) - Mozarabiska - Mpre - Mullukmulluk - Munsee - Muruwari - Murrinh-Patha - Mutsun - Månsing - Nach - Nadsat - Nafaanra - Nagarchal - Nagikurrunggurr - Nahuatl - Nama - Nauruanska - Navajo - Neapolitanska - Nederländska - Nepali - Nentsiska - Newari - Ngaanyatjarra - Nganasaniska - Ngarinyin - Ngomba - Nicaraguanskt teckenspråk - Nimanbur - N'Ko - Noongar - Nordndebele - Nordsamiska - Nordsotho - Normandiska - Norn - Norska - Norskt teckenspråk - Nǀu - Numee - Nungali - Nyigina - Nynorska - Nyulnyul - Nyöstsyriska | - Occidental - Occitanska - Ojibwa - Ona - Oraon - Oriya - Oromo - Oskiska - Osmanska - Ossetiska - Palaiska - Pali - Pangasinan - Paniya - Panocho - Papiamento - Parja - Parji-gadaba - Pashto - Patwa - Persiska (farsi) - Phuthi - Pikardiska - Piktiska - Pinghua - Pirahã - Pitcairnesiska - Pitesamiska - Pitjantjatjara - Polabiska - Polska - Portugisiska - Portuñol - Prakrit - Proto-värld - Provensalska - Prusiska - Pulaar - Punjabi - Purepecha - Qawasqar - Quechua - Quenya - Quiché - Rapa nui - Rejang - Romani - Rumänska - Rusinska - Russenorsk - Rwanda - Ryūkyū - Ryska - Rätoromanska - Sakiska - Samoanska - Samslaviska (protoslaviska) - Sanskrit - Sardiska - Sasak - Saurashtra - Savosavo - Schweizertyska - Selkupiska - Semai - Semnam - Serbiska - Serbokroatiska - Serer - Setswana - Shaozhou tuhua - Shawi - Sheng - Shkhawri - Shona - Shughni - Sibe - Sibiriska språket - Sicilianska - Sikkimesiska - Siksika - Silbo Gomero - Simlish - Sindarin - Sindhi - Singalesiska - Siraiki - SiSwati - Siwu - Skoltsamiska - Skotsk gaeliska - Slovakiska - Slovenska - Slovio - Sogdiska - Solresol - Soddo - Somaliska - Soqotri - Sorbiska - Sotho - Squamish - Sranan - Spanska - Štokavisk dialekt - Sudoviska - Sumeriska - Sundanesiska - Surzjyk - Swahili - Svanetiska - Svenska - Svensk romani - Svenskt teckenspråk - Sydndebele - Sydsamiska - Syldaviska - Syriska | - Tadzjikiska - Tagalog - Tahitiska - Tai lü - Tai nüa - Tamazight - Tamil - Tatariska - Tehuelche - Telugu - Tersamiska - Tetum - Thai - Thrakiska - Tiberiansk hebreiska - Tibetanska - Tigre - Tigrinska - Tiwi - Tjagataiska - Tjeckiska - Tjetjenska - Tjuvasjiska - Tlingit - Toba batak - Tokhariska A - Tokhariska B - Tok pisin - Toki pona - Tokelauanska - Tonganska - Toskiska - Transpiranto - Tsonga - Tsotsitaal - Tulu - Turkiska - Turkmeniska - Turoyo - Tuvaluanska - Tuvinska - Tyaraity - Tyska - Ubychiska - Udmurtiska - Uiguriska - Ukrainska - Umbriska - Umbugarla - Umesamiska - Ungerska - Urarteiska - Urdu - Urmiska (Azerbajdzjan) - Urnordiska - Urgermanska - Urindoeuropeiska - Uru-Chipaya - Uzbekiska - Waddar - Wadjiginy - Wagiman - Valencianska - Vallonska - Walmajarri - Wambaya - Waray-waray - Warlpiri - Warrwa - Vediska - Venetiska - Venetianska - Vepsiska - Vietnamesiska - Wilawila - Wirangu - Vitryska - Volapük - Wolof - Worora - Votiska - Wu - Wulna - Wunambal - Vulgärlatin - Västarameiska - Västfrisiska - Västmuria - Väströna - Västra ökenspråket - Võru - Walāmo - Xhosa - Xiang - Xianghua - !Xóõ - Yaghnobi - Yalunka - Yankunytjatjara - Yawuru - Yimas - Yolngu Matha - Yoruba - Yurakaré - Zarfatiska - Zazaiska - Žemaitiska - Zenaga - Zhang-Zhung - Zhuang - Zulu |